# بين ويلسون (موسيقي)
بين ويلسون (بالإنجليزية: Ben Wilson)‏ هو موسيقي أمريكي، ولد في 17 نوفمبر 1967.

## وصلات خارجية
- بين ويلسون على موقع ميوزك برينز (الإنجليزية)
- بين ويلسون على موقع ديسكوغز (الإنجليزية)